# Euthymia
Euthymia är ett släkte av insekter. Euthymia ingår i familjen gräshoppor.
Kladogram enligt Catalogue of Life:
| Euthymia | \| \| Euthymia bolivari \| \| \| \| \| \| Euthymia fasciata \| \| \| \| \| \| Euthymia polychroma \| \| \| \| |
|          | \| \| Euthymia bolivari \| \| \| \| \| \| Euthymia fasciata \| \| \| \| \| \| Euthymia polychroma \| \| \| \| |
|          | Euthymia bolivari                                                                                             |
|          | |
|          | Euthymia fasciata                                                                                             |
|          | |
|          | Euthymia polychroma                                                                                           |
|          | |